# Miss Suisse
Pour les articles homonymes, voir Miss.
Miss Suisse (allemand : Miss Schweiz ; italien : Miss Svizzera ; romanche : Miss Svizra) est un concours de beauté féminine destiné aux jeunes femmes habitantes et de nationalité suisse, âgées de 18 à 28 ans.
Tenu depuis 1949, la lauréate représente la Suisse aux concours Miss Univers et Miss Monde. Les langues officielles du concours sont l'allemand, le français, l'italien et le romanche.
Le concours était diffusé par SRG SSR de 1976 à 2011. Il est actuellement diffusé par 3+ depuis 2012.
Le règlement de Miss Suisse ne prévoit que d'accepter des candidates de 18 ans et plus. Le jury a fait une exception en 2015 pour la représentante de Zurich, Kasandra DeLeon, âgée de 17 ans.
Le titre est actuellement vacant car Jastina Doreen Riederer, Miss Suisse 2018, a été destituée le 24 janvier 2019.
L’organisation Miss Suisse décide de lui retirer la couronne ''avec effet immédiat'' invoquant le motif de non-respect des clauses de son contrat la liant à l'organisation Miss Suisse.
Son règne n'aura duré que 10 mois, les dauphines de Miss Suisse 2018 ne remplaceront pas l’Argovienne.
Elle est la première Miss Suisse destituée de son titre.
Miss Schweiz Organisation AG est en faillite depuis le 12 novembre 2020.

## Lauréates
| Année     | Portrait                | Nom                      | Canton                       | Notes |
| --------- | ----------------------- | ------------------------ | ---------------------------- | --- |
| 1949      |                         | Noëlle Stern             | Berne                        | Noëlle Stern est arrivée en deuxième place à l'élection Miss Europe 1949. |
| 1950      |                         | France Freiburghaus      | Genève                       | Aussi titulaire de "Miss Ciné-Suisse". |
| 1951      |                         | Jacqueline Genton        | Vaud                         | Jacqueline Genton a des origines italiennes du côté de sa mère. Elle est la première Miss Suisse de l'histoire, élue en 1951. Elle a été la gagnante du titre de "Miss Europe 1951". |
| 1952      |                         | Sylvia Müller            | Bâle-Ville                   | Sylvia Müller a été élue 1re dauphine au concours Miss Monde 1952 et devient la première Miss Suisse à participer au concours Miss Monde. |
| 1953      |                         | Danielle Oudinet         | Appenzell Rhodes-Extérieures | Danielle Oudinet est la première Miss Suisse à participer au concours Miss Univers en 1953. |
| 1955      |                         | Claudine Bugnon          | Vaud                         | Claudine Bugnon a participé au concours Miss Europe en 1955. |
| 1960      |                         | Elaine Maurath           | Tessin                       | Elaine Maurath se place dans le top 15 au concours Miss Univers 1960. |
| 1961      |                         | Liliane Burnier          | Fribourg                     | Liliane Burnier se place dans le top 15 au concours Miss Univers 1961. Elle a été élue 4e dauphine au concours Miss Maja International 1966. |
| 1962      |                         | Francine DeLouille       | Tessin                       | |
| 1963      |                         | Diana Tanne              | Grisons                      | |
| 1964      |                         | Sandra Sulser            | Vaud                         | |
| 1965      |                         | Yvette Revelly           | Glaris                       | |
| 1966      |                         | Hedy Frick               | Schwytz                      | |
| 1967      |                         | Elsbeth Ruegger          | Bâle-Campagne                | |
| 1968      |                         | Jeanette Biffiger        | Neuchâtel                    | |
| 1969      |                         | Patricie Sollner         | Genève                       | Patricie Sollner a terminé dans le top 15 à Miss Univers 1969 et avait participé à Miss Monde 1971. |
| 1970      |                         | Diane Jane Roth          | Thurgovie                    | Diane Jane Roth se classe au top 15 du concours Miss Univers 1970. Elle a également participé au concours Miss Europe 1970. |
| 1971      |                         | Anita Andrini            | Tessin                       | |
| 1972      |                         | Anne Lisse Weber         | Berne                        | |
| 1973      |                         | Barbara Schöttli         | Zurich                       | |
| 1974      |                         | Christine Lavanchy       | Genève                       | |
| 1975      |                         | Beatrice Aschwanden      | Zurich                       | |
| 1976      |                         | Isabelle Fischbacher     | Genève                       | |
| 1977      |                         | Anja Terzi               | Genève                       | |
| 1978      |                         | Sylvia Vonarx            | Appenzell Rhodes-Intérieures | |
| 1979      |                         | Barbara Mayer            | Fribourg                     | |
| 1980      |                         | Margrit Kilchoer         | Genève                       | |
| 1981      |                         | Brigitte Voss            | Schaffhouse                  | |
| 1982/1983 | Lolita Morena           | Lolita Morena            | Genève                       | Lolita Morena est d'origine italienne. Elle a été élue 3e dauphine aux concours Miss Monde 1982 et Miss Univers 1983. |
| 1984      |                         | Silvia Anna Affolter     | Obwald                       | |
| 1985      |                         | Eveline Glanzmann        | Argovie                      | |
| 1986/1987 |                         | Renate Walther           | Schaffhouse                  | |
| 1988      |                         | Karina Berger            | Zurich                       | Karina Berger a été la gagnante du titre de "Miss Globe International 1989". |
| 1989/1990 |                         | Catherine Mesot          | Fribourg                     | |
| 1991      |                         | Sandra Aegerter          | Argovie                      | |
| 1992      |                         | Valérie Bovard           | Vaud                         | |
| 1993      | Patricia Faessler       | Patricia Faessler        | Zurich                       | Patricia Fässler a fait partie des dix finalistes du concours Elite Model Look en 1991. Elle a été classée dans le top 10 à Miss Univers 1994. |
| 1994      |                         | Sarah Briguet            | Valais                       | |
| 1995      |                         | Stéphanie Berger         | Zurich                       | |
| 1996      | Melanie Winiger         | Melanie Winiger (°1979-) | Tessin                       | Melanie Winiger a des origines canadiennes et indiennes du côté de sa mère. |
| 1997      |                         | Tanja Gutmann            | Soleure                      | |
| 1998      |                         | Sonja Grandjean          | Zurich                       | |
| 1999      |                         | Anita Buri               | Thurgovie                    | Anita Buri a participé à Miss Monde 1999 et à Miss Univers 2000 et elle n'a pas accédé à la demi-finale des deux concours. |
| 2000      |                         | Mahara McKay             | Argovie                      | Mahara McKay est de double nationalité suisse et néo-zélandaise. Elle a des origines maoris du côté de son père. |
| 2001      | Jennifer Ann Gerber     | Jennifer Ann Gerber      | Argovie                      | Jennifer Ann Gerber a été élue "Ford Super Model of Switzerland" en 1998. |
| 2002      | Nadine Vinzens          | Nadine Vinzens           | Grisons                      | |
| 2003      |                         | Bianca Nicole Sissing    | Lucerne                      | Bianca Nicole Sissing a des origines sud-africaines et indiennes du côté de sa mère. Elle se classe dans le top 20 aux concours Miss Monde 2003 et Miss Univers 2004. |
| 2004      |                         | Fiona Hefti              | Zurich                       | Fiona Hefti a participé à Miss Monde 2004 et elle n'accède pas à la demi-finale. Elle se place finalement au top 10 au concours Miss Univers 2005. |
| 2005      | Lauriane Gilliéron      | Lauriane Gilliéron       | Vaud                         | Lauriane Gilliéron est la fille du syndic de Prilly, Alain Gilliéron. Elle a été élue 2e dauphine au concours Miss Univers 2006. Elle a accédé à un meilleur placement dans le concours international depuis que Lolita Morena, avait été élue 3e dauphine en 1983. Elle avait rivalisé au concours Miss Monde 2005 mais ne se place pas dans le top 15.                     |
| 2006      | Christa Rigozzi         | Christa Rigozzi          | Tessin                       | Christa Rigozzi est la cinquième tessinoise à remporter le titre de Miss Suisse après Melanie Winiger, élue en 1996. |
| 2007      |                         | Amanda Ammann            | Saint-Gall                   | |
| 2008      | Whitney Toyloy          | Whitney Toyloy           | Vaud                         | Whitney Toyloy termine dans le top 10 au concours Miss Univers 2009. |
| 2009      | Linda Fäh               | Linda Fäh                | Saint-Gall                   | Étant l'une des favorites du concours Miss Univers 2010, Linda Fäh n'a pas été classé parmi les 15 demi-finalistes. |
| 2010      | Kerstin Cook            | Kerstin Cook             | Lucerne                      | Kerstin Cook est de descendance anglaise. |
| 2011-2012 | Alina Buchschacher      | Alina Buchschacher       | Berne                        | Alina Buchschacher est celle qui a eu la plus longue durée de mandat de l'histoire de Miss Suisse depuis que le concours a été suspendu en 2012. Son mandat a mis fin le 8 juin 2013. |
| 2013      | Dominique Rinderknecht  | Dominique Rinderknecht   | Zurich                       | Dominique Rinderknecht a participé à Miss Univers 2013 où elle a terminé dans le top 16. Elle est la première Miss Suisse à révéler son homosexualité. |
| 2014      | Laetitia Guarino        | Laetitia Guarino         | Vaud                         | |
| 2015      | Lauriane Sallin         | Lauriane Sallin          | Fribourg                     | Plus long « règne » de deux ans et quatre mois. |
| 2018      | Jastina Doreen Riederer | Jastina Doreen Riederer  | Argovie                      | Le 24 janvier 2019, l'organisation Miss Suisse décide de lui retirer la couronne ''avec effet immédiat'' invoquant le motif de non-respect des clauses de son contrat la liant à l'organisation Miss Suisse. Son règne n'aura duré que 10 mois, les dauphines de Miss Suisse 2018 ne remplaceront pas l’Argovienne. Elle est la première Miss Suisse destituée de son titre. |

## Nombres de gagnantes par cantons
| Cantons                      | Titres | Années                                         |
| ---------------------------- | ------ | ---------------------------------------------- |
| Zurich                       | 8      | 1973, 1975, 1988, 1993, 1995, 1998, 2004, 2013 |
| Genève                       | 7      | 1950, 1969, 1974, 1976, 1977, 1980, 1982       |
| Vaud                         | 7      | 1951, 1955, 1964, 1992, 2005, 2008, 2014       |
| Argovie                      | 5      | 1985, 1991, 2000, 2001, 2018                   |
| Tessin                       | 5      | 1960, 1962, 1971, 1996, 2006                   |
| Fribourg                     | 4      | 1961, 1979, 1989, 2015                         |
| Berne                        | 3      | 1949, 1972, 2011                               |
| Lucerne                      | 2      | 2003, 2010                                     |
| Saint-Gall                   | 2      | 2007, 2009                                     |
| Grisons                      | 2      | 1963, 2002                                     |
| Thurgovie                    | 2      | 1970, 1999                                     |
| Valais                       | 1      | 1994                                           |
| Schaffhouse                  | 2      | 1981, 1986                                     |
| Soleure                      | 1      | 1997                                           |
| Obwald                       | 1      | 1984                                           |
| Appenzell Rhodes-Intérieures | 1      | 1978                                           |
| Neuchâtel                    | 1      | 1968                                           |
| Bâle Campagne                | 1      | 1967                                           |
| Schwytz                      | 1      | 1966                                           |
| Glaris                       | 1      | 1965                                           |
| Appenzell Rhodes-Extérieures | 1      | 1953                                           |
| Bâle-Ville                   | 1      | 1952                                           |

Seules, les Cantons du Jura , de Nidwald , d'Uri , et de Zoug  n'ont encore jamais eu de titre de Miss Suisse.

## Titres remportés par la Suisse aux concours internationaux
| Miss Italia nel Mondo    | 3 |      |                   |                             |
| Miss Italia nel Mondo    | 3 | 1996 | Luana Spagnolo    | Salsomaggiore Terme, Italie |
| Miss Italia nel Mondo    | 3 | 1997 | Loredana La Rosa  | Salsomaggiore Terme, Italie |
| Miss Italia nel Mondo    | 3 | 2007 | Antonella Carfi   | Jesolo, Italie              |
| Miss Europe              | 2 |      |                   |                             |
| Miss Europe              | 2 | 1928 | Stefanie Job      | Paris, France               |
| Miss Europe              | 2 | 1951 | Jacqueline Genton | Palerme, Italie             |
| Miss Globe International | 1 |      |                   |                             |
| Miss Globe International | 1 | 1989 | Karina Berger     | Istanbul, Turquie           |